# Volby ve Francii

Legislativní shromáždění 1834

Volby ve Francii jsou svobodné. Volí se do parlamentu, regionálních, kantonních a obecních zastupitelstev a Evropského parlamentu. Každých pět let probíhá přímá volba prezidenta. Do Národního shromáždění je většinovým volebním systémem voleno 577 poslanců na čtyřleté volební období. Do senátu se nepřímo volí 321 členů na devítileté volební období.

## Dominantní politické strany
- Unie pro lidové hnutí
- Parti socialiste
- Nový střed
- Francouzská komunistická strana
- Les Verts